# Anna Potokina
Anna Potokina, née le 18 juin 1987 à Voronej, est une coureuse cycliste russe. Elle est notamment championne de Russie sur route en 2015.

## Palmarès

### Par année
- 2011
  - 4e étape du Tour de Bretagne
- 2012
  - 2e du championnat de Russie sur route
- 2015
  -  Championne de Russie sur route
- 2019
  - 2e du championnat de Russie sur route

### Classements mondiaux
| Année                                 | 2011 | 2012 | 2013 | 2014 | 2015 | 2016 | 2017 | 2018 | 2019 |
| ------------------------------------- | ---- | ---- | ---- | ---- | ---- | ---- | ---- | ---- | ---- |
| Classement UCI                        | 244e | 141e | 221e | 118e | 138e | 251e | 271e | 217e | 482e |
| UCI World Tour                        |      |      |      |      |      | nc   | 172e | 177e | nc   |
|                                       |      |      |      |      |      |      |      |      |      |
| Légende : nc = non classéSource : UCI |      |      |      |      |      |      |      |      |      |